# Ciproeptadina
La  ciproeptadina  è un farmaco antistaminico di prima generazione, dotato inoltre di proprietà anticolinergiche, antiserotoninergiche e proprietà di anestetico locale. Il farmaco viene utilizzato in diverse malattie dermatologiche e nel trattamento della sindrome serotoninergica.

## Farmacodinamica
Negli studi sperimentali ciproeptadina cloridrato ha mostrato di antagonizzare diversi effetti indotti dalla serotonina (il broncospasmo nella cavia, lo spasmo nell'utero isolato di ratto, l'edema sempre nel ratto) e dall'istamina (l'effetto vasodepressorio nel cane, lo spasmo nell'ileo isolato di cavia, lo shock anafilattico attivo e passivo sia nella cavia che nel topo). La ciproeptadina cloridrato deve perciò essere considerata sia un antiserotoninico che un antistaminico.

## Farmacocinetica
Dopo somministrazione orale il farmaco è ben assorbito dal tratto gastrointestinale. Il farmaco si distribuisce rapidamente ai tessuti biologici. Il picco delle concentrazioni plasmatiche si verifica entro 1-3 ore. L'emivita dopo somministrazione orale si aggira intorno alle 8 ore. L'escrezione di ciproeptadina avviene in gran parte attraverso le urine (almeno il 40% della dose somministrata) ed in misura minore con le feci. Nell'uomo il principale metabolita riscontrabile nelle urine è un coniugato glicuronico, ammonio quaternario, della ciproeptadina.

## Usi clinici
Il farmaco viene utilizzato nel trattamento delle riniti e congiuntiviti allergiche, dell'orticaria e del prurito. Frequente l'impiego in alcune dermatosi allergiche: la dermatite atopica, la neurodermatite, l'eczema, la dermatite eczematoide, il dermografismo, l'epidermolisi bollosa semplice, l'orticaria pigmentosa, la mastocitosi.

Sfruttandone gli effetti antiserotoninergici il farmaco è stato anche sperimentato nella profilassi e nel trattamento dell'emicrania.

## Effetti collaterali ed indesiderati
Fra gli effetti collaterali più frequenti si riscontrano  vertigini, sonnolenza, cefalea, nausea, diarrea, dolore addominale, ritenzione urinaria, rash, trombocitopenia, nelle donne si riscontra una disfunzione nel ciclo delle mestruazioni, dispnea, ipotensione, diplopia.

In letteratura è segnalata la soppressione dell'ormone della crescita (GH) con dosi di ciproeptadina di 8–12 mg assunte per 5 giorni.

## Controindicazioni
Sconsigliato in soggetti con diverse patologie accertate (cardiopatie, asma, ulcera peptica e glaucoma) da evitare in caso di ipersensibilità nota al farmaco.

## Dosi terapeutiche
La dose raccomandata di ciproeptadina negli adulti varia da 4 a 20 mg al giorno. In casi eccezionali per determinare un adeguato sollievo sintomatico possono essere necessari fino a 32 mg/die (dose massima da non oltrepassare). È bene iniziare con 4 mg (equivalenti ad 1 compressa) tre volte al giorno e, successivamente, adattare la posologia alla risposta individuale.

Nei bambini di età superiore ai 7 anni il dosaggio è in genere di 4 mg (1 compressa) tre volte al giorno. Tra i 2 ed i 6 anni è opportuno dimezzare il dosaggio.

## Gravidanza e allattamento
Durante la gravidanza ciproeptadina deve essere utilizzata solo in caso di effettiva necessità.

Nelle donne che allattano al seno il farmaco è controindicato.